# Whyalla
Whyalla (em inglês: [hwaɪˈælə]) é a terceira cidade mais populosa do estado australiano da Austrália Meridional, depois de Adelaide e Mount Gambier. Possui um porto situado no lado leste da Península de Eyre. Whyalla é conhecida como "Cidade do Aço" por suas aciarias e pela herança dos estaleiros. O porto da cidade exporta minério de ferro desde 1903.

## Descrição
A cidade consiste de uma área urbana que é limitada ao norte pela ferrovia que a liga à cidade mineira de Iron Knob, a leste pelo Golfo Spencer e ao sul pela rodovia Lincoln. A área urbana está dividida nos seguintes subúrbios, de leste a oeste, estendendo-se de um monte denominado Hummock Hill: Whyalla Playford, Whyalla Norrie, Whyalla Stuart e Whyalla Jenkins. Uma instalação portuária, um pátio ferroviário servindo a ferrovia até Iron Knob e um complexo industriais estão imediatamente ao norte de Hummock Hill.

## História
Foi fundada como Hummock's Hill em 1901 pela Broken Hill Proprietary Company (BHP) no fim de uma linha trazendo minério de ferro de Iron Knob, nos Montes de Middleback Range ao mar. Um embarcadouro foi construído para transferir o minério e o primeiro carregamento foi realizado em 1903. A agência de correios foi aberta em 1901 e foi renomeada de "Hummock's Hill" para "Whyalla" em 1 de novembro de 1919.

### Patrimônio histórico
Whyalla possui vários lugares protegidos pelo patrimônio histórico:
- Broadbent Terrace: Whyalla High School[6]
- 13 Forsyth Street: Hotel Bay View[7]
- 5 Forsyth Street: Spencer Hotel[8]
- Gay Street: World War Two Gun Emplacements, Hummock Hill[9]
- 3 Whitehead Street: Whyalla Court House[10]

## Porto

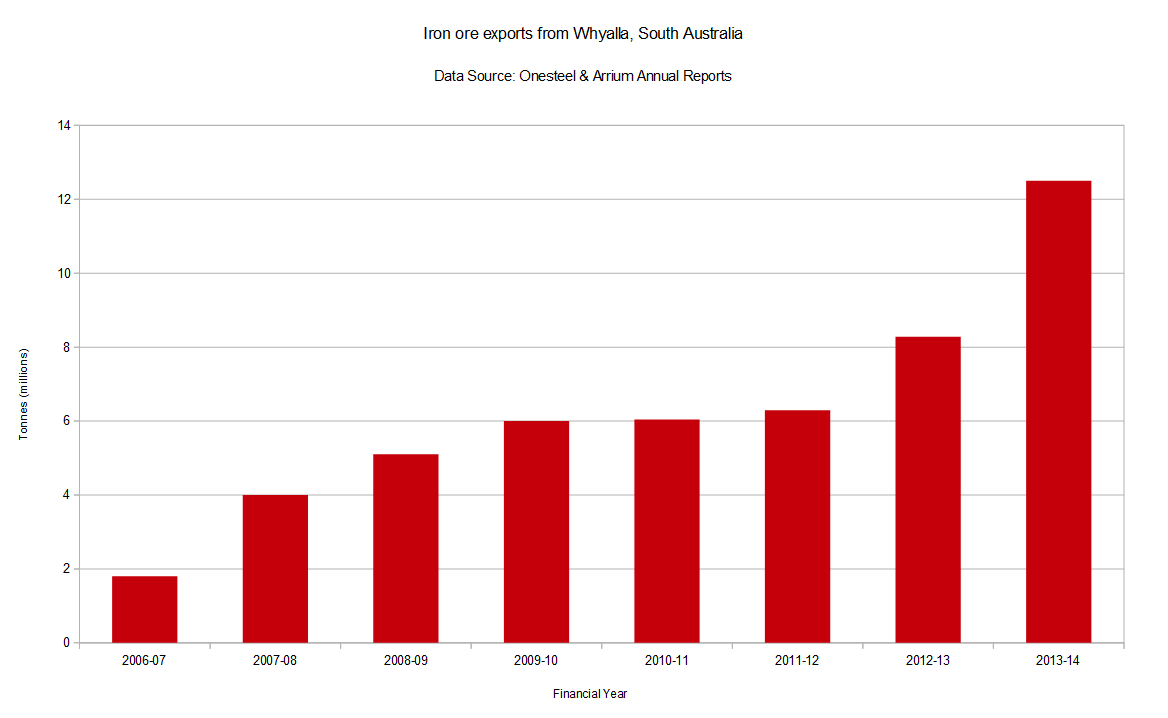
Exportações de minério de ferro a partir do porto de Whyalla, Austrália Meridional (2007-2014)

Desde seus primórdios como Hummock Hill, a cidade exerce a função de porto para o carregamento de minério de ferro extraído nos Montes Middleback.
Em 2007, novos métodos de transbordo foram implementados, que permitiram à Arrium (antes Onesteel) a carregar minério de ferro em navios do tipo capesize em águas mais profundas. Em outubro de 2015, a Arrium fez o seu maior carregamento de um navio cargueiro capesize por transbordo. O FPMCB Nature foi carregado com 205 698 toneladas de minério de ferro, valor significativamente maior que a média de carregamento, por volta de 170 000 toneladas.

## Clima
Whyalla tem um clima semiárido, com verões quentes e invernos amenos a frios, com pouca precipitação, distribuída ao longo do ano.
| Dados climatológicos para Whyalla, Austrália Meridional | Dados climatológicos para Whyalla, Austrália Meridional | Dados climatológicos para Whyalla, Austrália Meridional | Dados climatológicos para Whyalla, Austrália Meridional | Dados climatológicos para Whyalla, Austrália Meridional | Dados climatológicos para Whyalla, Austrália Meridional | Dados climatológicos para Whyalla, Austrália Meridional | Dados climatológicos para Whyalla, Austrália Meridional | Dados climatológicos para Whyalla, Austrália Meridional | Dados climatológicos para Whyalla, Austrália Meridional | Dados climatológicos para Whyalla, Austrália Meridional | Dados climatológicos para Whyalla, Austrália Meridional | Dados climatológicos para Whyalla, Austrália Meridional | Dados climatológicos para Whyalla, Austrália Meridional |
| Mês                                                     | Jan                                                     | Fev                                                     | Mar                                                     | Abr                                                     | Mai                                                     | Jun                                                     | Jul                                                     | Ago                                                     | Set                                                     | Out                                                     | Nov                                                     | Dez                                                     | Ano                                                     |
| ------------------------------------------------------- | ------------------------------------------------------- | ------------------------------------------------------- | ------------------------------------------------------- | ------------------------------------------------------- | ------------------------------------------------------- | ------------------------------------------------------- | ------------------------------------------------------- | ------------------------------------------------------- | ------------------------------------------------------- | ------------------------------------------------------- | ------------------------------------------------------- | ------------------------------------------------------- | ------------------------------------------------------- |
| Temperatura máxima recorde (°C)                         | 47,2                                                    | 48,0                                                    | 44,1                                                    | 40,4                                                    | 32,9                                                    | 26,3                                                    | 27,0                                                    | 32,0                                                    | 38,0                                                    | 42,1                                                    | 44,6                                                    | 44,9                                                    | 48,0                                                    |
| Temperatura máxima média (°C)                           | 30,2                                                    | 29,5                                                    | 27,2                                                    | 23,9                                                    | 20,5                                                    | 17,2                                                    | 16,9                                                    | 18,5                                                    | 21,7                                                    | 23,8                                                    | 26,6                                                    | 28,2                                                    | 23,7                                                    |
| Temperatura mínima média (°C)                           | 17,6                                                    | 17,8                                                    | 15,5                                                    | 11,7                                                    | 8,8                                                     | 6,1                                                     | 5,2                                                     | 6,0                                                     | 8,2                                                     | 10,6                                                    | 14,0                                                    | 15,9                                                    | 11,5                                                    |
| Temperatura mínima recorde (°C)                         | 5,9                                                     | 7,8                                                     | 5,5                                                     | 2,2                                                     | −0,4                                                    | −3,2                                                    | −3,2                                                    | −1,7                                                    | 0,0                                                     | 0,3                                                     | 3,9                                                     | 4,7                                                     | −3,2                                                    |
| Precipitação (mm)                                       | 14,4                                                    | 25,2                                                    | 20,5                                                    | 19,4                                                    | 24,6                                                    | 27,6                                                    | 24,1                                                    | 21,6                                                    | 26,4                                                    | 24,3                                                    | 20,6                                                    | 23,8                                                    | 271,3                                                   |
| Dias com precipitação                                   | 3,0                                                     | 3,3                                                     | 4,1                                                     | 5,0                                                     | 9,0                                                     | 11,0                                                    | 10,8                                                    | 10,1                                                    | 7,8                                                     | 6,7                                                     | 4,8                                                     | 4,7                                                     | 80,3                                                    |
| Umidade relativa (%)                                    | 38                                                      | 40                                                      | 40                                                      | 44                                                      | 49                                                      | 54                                                      | 53                                                      | 48                                                      | 44                                                      | 41                                                      | 39                                                      | 41                                                      | 44                                                      |
| Fonte: 29 de julho de 2016                              |                                                         |                                                         |                                                         |                                                         |                                                         |                                                         |                                                         |                                                         |                                                         |                                                         |                                                         |                                                         |                                                         |

## Demografia
De acordo com o censo australiano de 2011, a população de 2011 em Whyalla era de 21 988, incluindo os aborígenes do povo Mullaquana, fazendo dela a segunda maior área urbana do estado da Austrália Meridional fora de Adelaide. Aproximadamente 50,5 % da população era do sexo masculino, 74 % são nascidos na Austrália e 4,2 % eram indígenas. Os segmentos da economia que mais empregavam era a manufatura de metais (18 %), educação (5,5 %) e saúde (4,1 %), enquanto a taxa de desemprego estava em aproximadamente 8,1 %. A renda média semanal estava em A$ 932,00 por semana, comparados aos A$ 1 106,00 em Adelaide. 19,6 % identificou-se como católica, enquanto 33,5 % declararam ser sem religião.

## Transporte

### Ferroviário
Um ferrovia de bitola estreita foi construída ligando a cidade a Iron Knob para o transporte de minério de ferro extraído naquela região, originalmente usado como fundente para a fusão de minério de cobre.  Este minério tornou-se a base das aciarias. Conforme os depósitos em Iron Knob iam diminuindo, a ferrovia foi desviada para outras regiões: Iron Monarch, Iron Duke e Iron Baron. Para garantir ligações com as outras áreas exploradas pela BHP em Newcastle e Port Kembla, em Nova Gales do Sul, o sistema de ferrovias que se ligavam ao porto de Whyalla foi convertido para a bitola padrão em 1963.
Por várias décadas não houve ligação do sistema da região de Whyalla aos demais sistemas do continente australiano. Apenas em 1972, o sistema com bitola padrão ligando a cidade a Port Augusta foi completado, com outros desenvolvimentos posteriores.

### Aéreo
Whyalla é servida pelo aeroporto homônimo, com a Regional Express Airlines fazendo voos diários de Whyalla a Adelaide. A QantasLink também opera voos diários a partir de Adelaide.

## Turismo

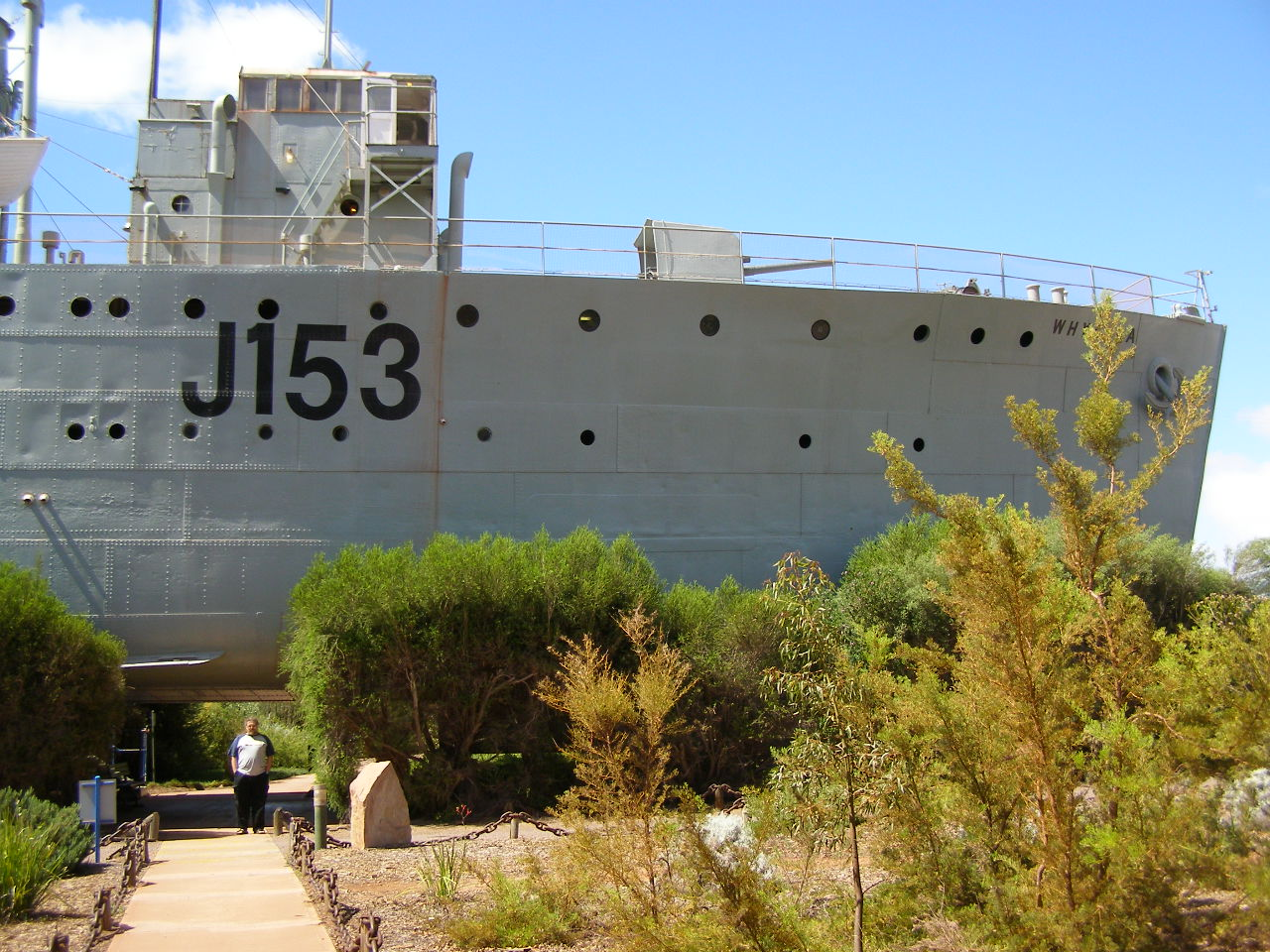
HMAS Whyalla, uma corveta localmente construída, datada da Segunda Guerra Mundial.

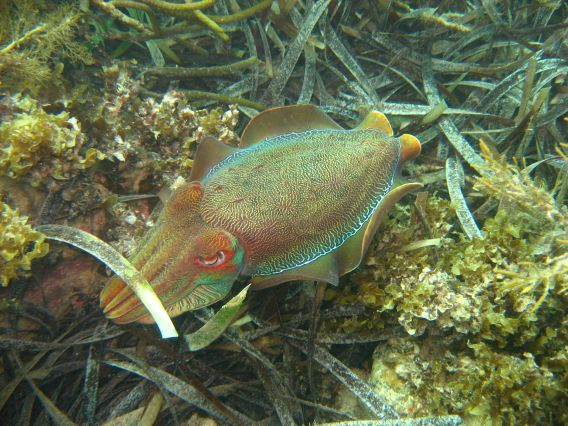
Choco-gigante-australiano (Sepia apama).

Ainda que promova esforços para desenvolvimento do turismo local, Whyalla tem lutado para competir com outras cidades da região no que diz respeito ao turismo. Uma das atrações é o HMAS Whyalla (J153), uma corveta da Segunda Guerra Mundial batizada em homenagem à cidade. O navio foi colocado em lugar seco em 1987 como atração turística, a principal do Museu Marítimo de Whyalla.
No final da década de 1990, a migração anual do choco-gigante-australiano (Sepia apama) até áreas rasas, próximas a rochedos de coral no Golfo Spencer ao norte de Whyalla tornou-se reconhecida pelos mergulhadores internacionais.
Golfinhos frequentam a marina de Whyalla; todavia, há preocupações de que sua relação com os humanos possa aumentar sua vulnerabilidade.

## Galeria

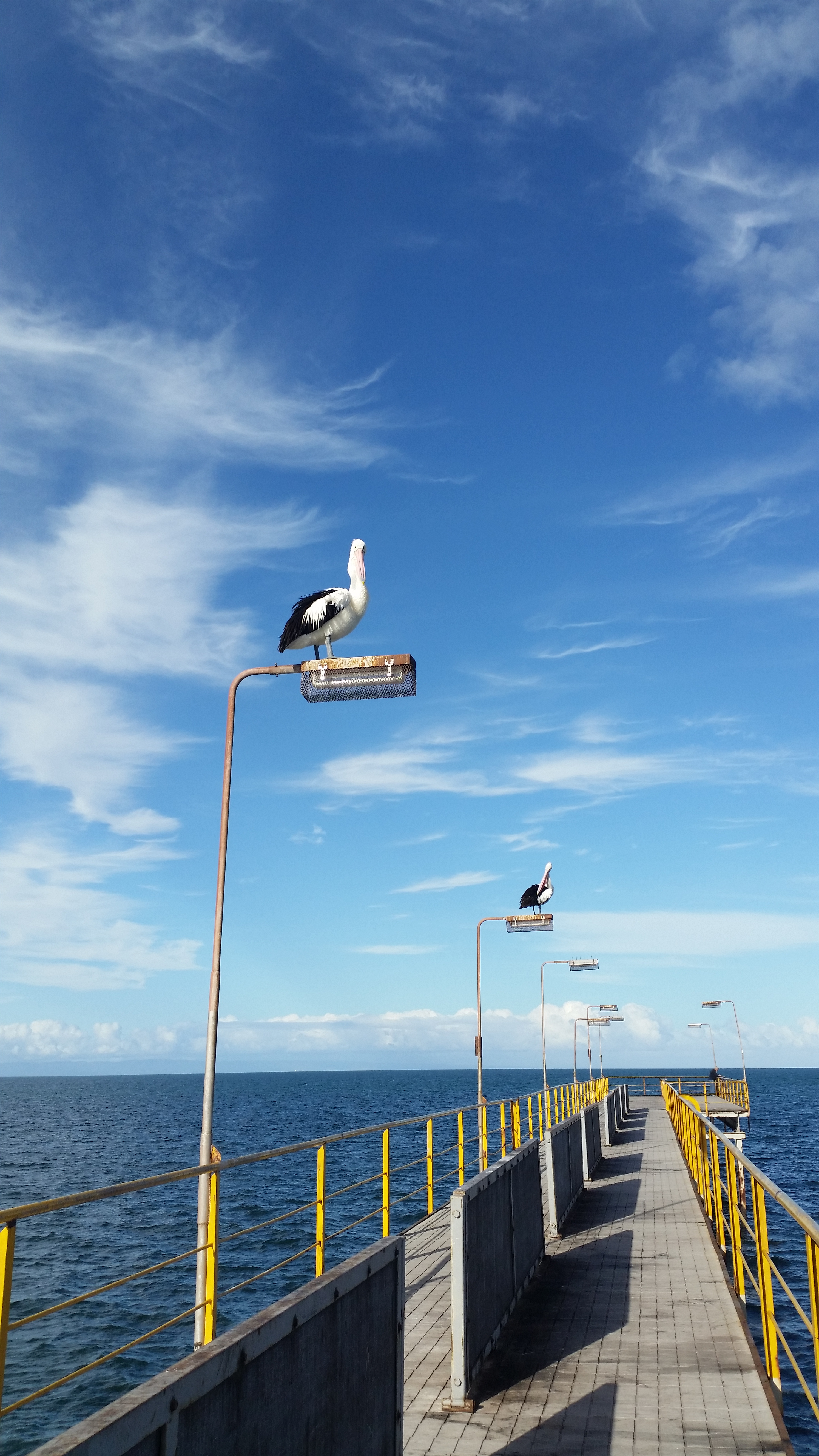
O cais de Whyalla, um lugar procurado para pescaria, caminhada e contemplação.
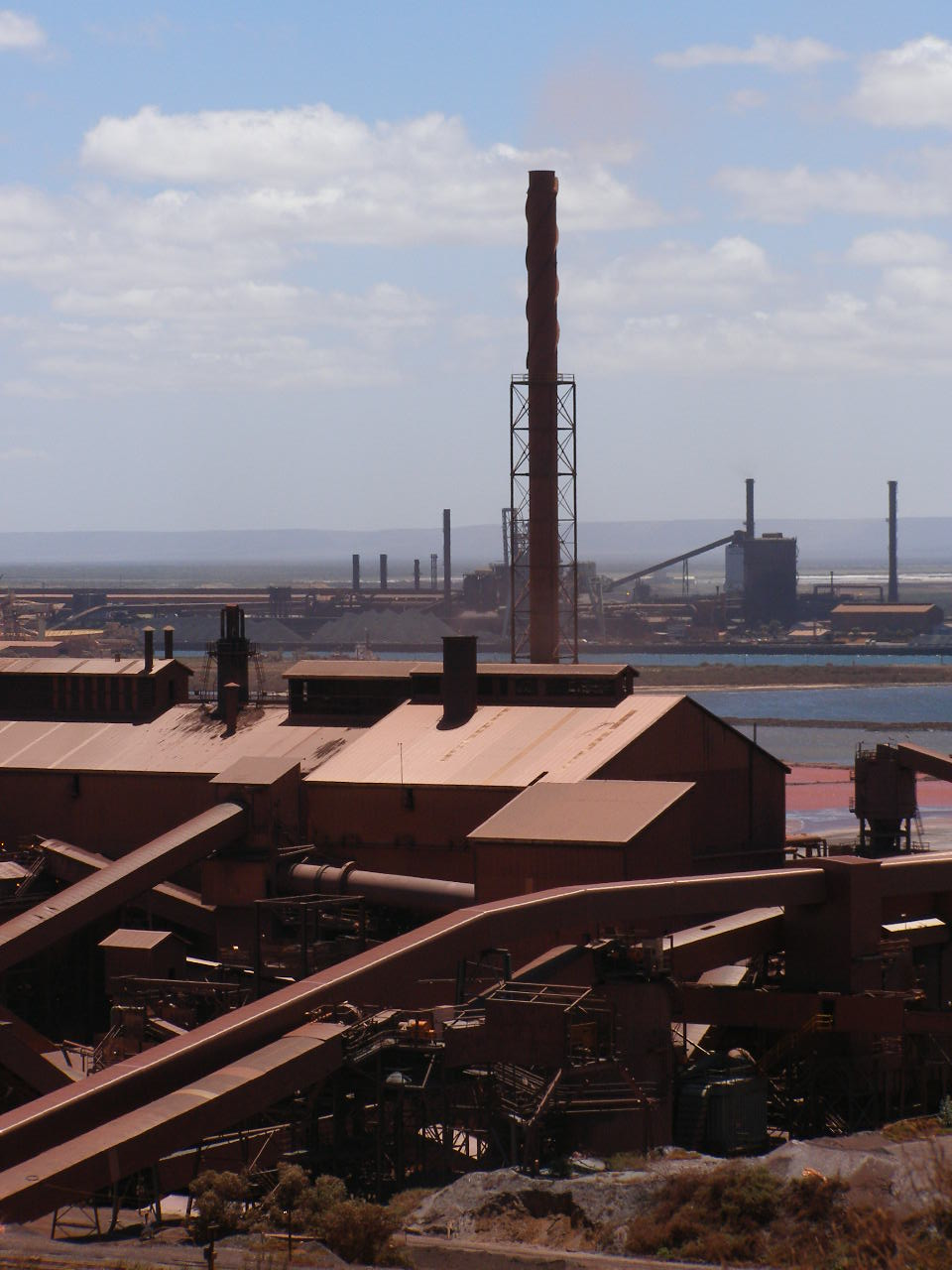
Movimentação de minério no porto.
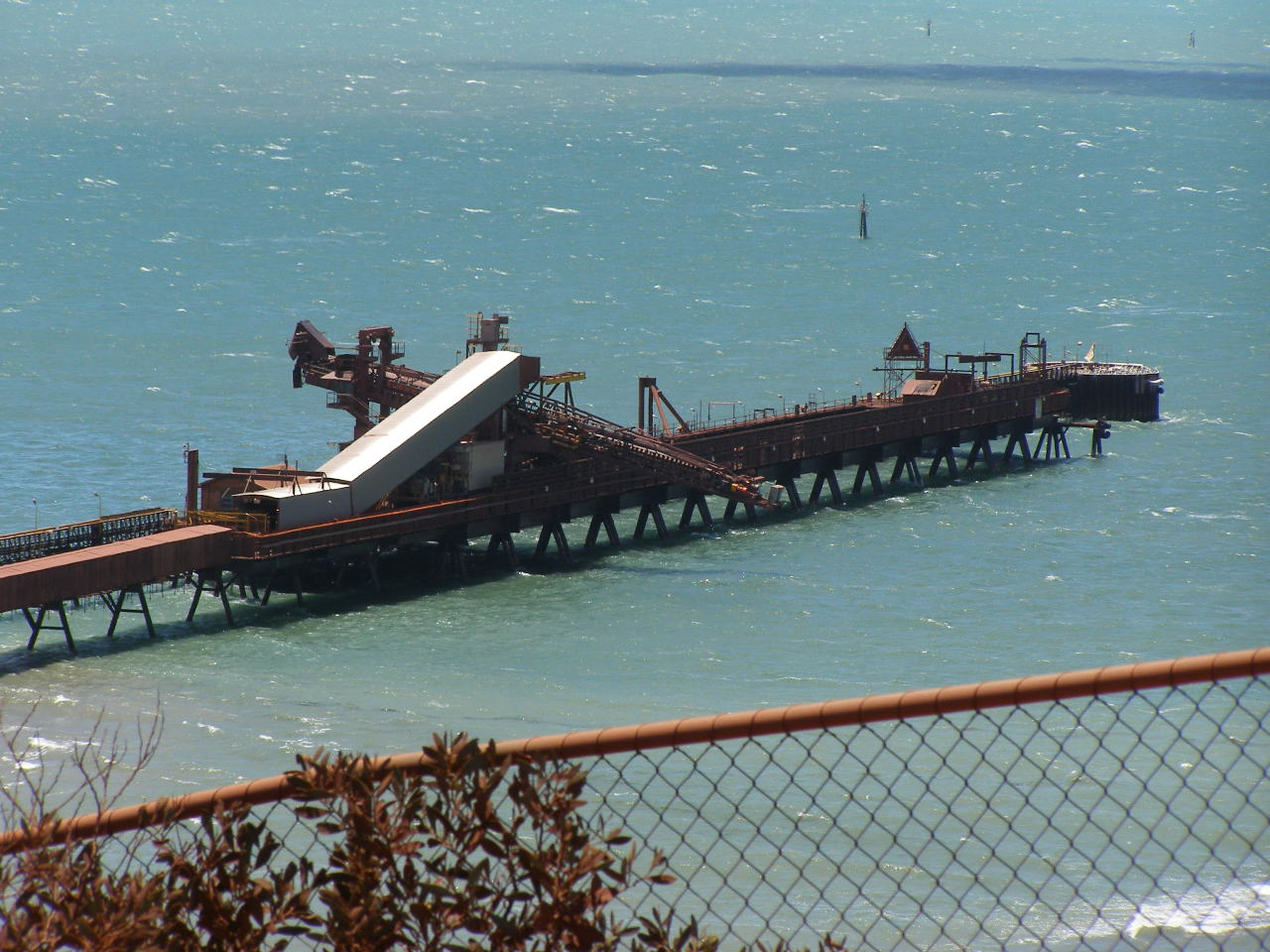
Instalações portuárias.
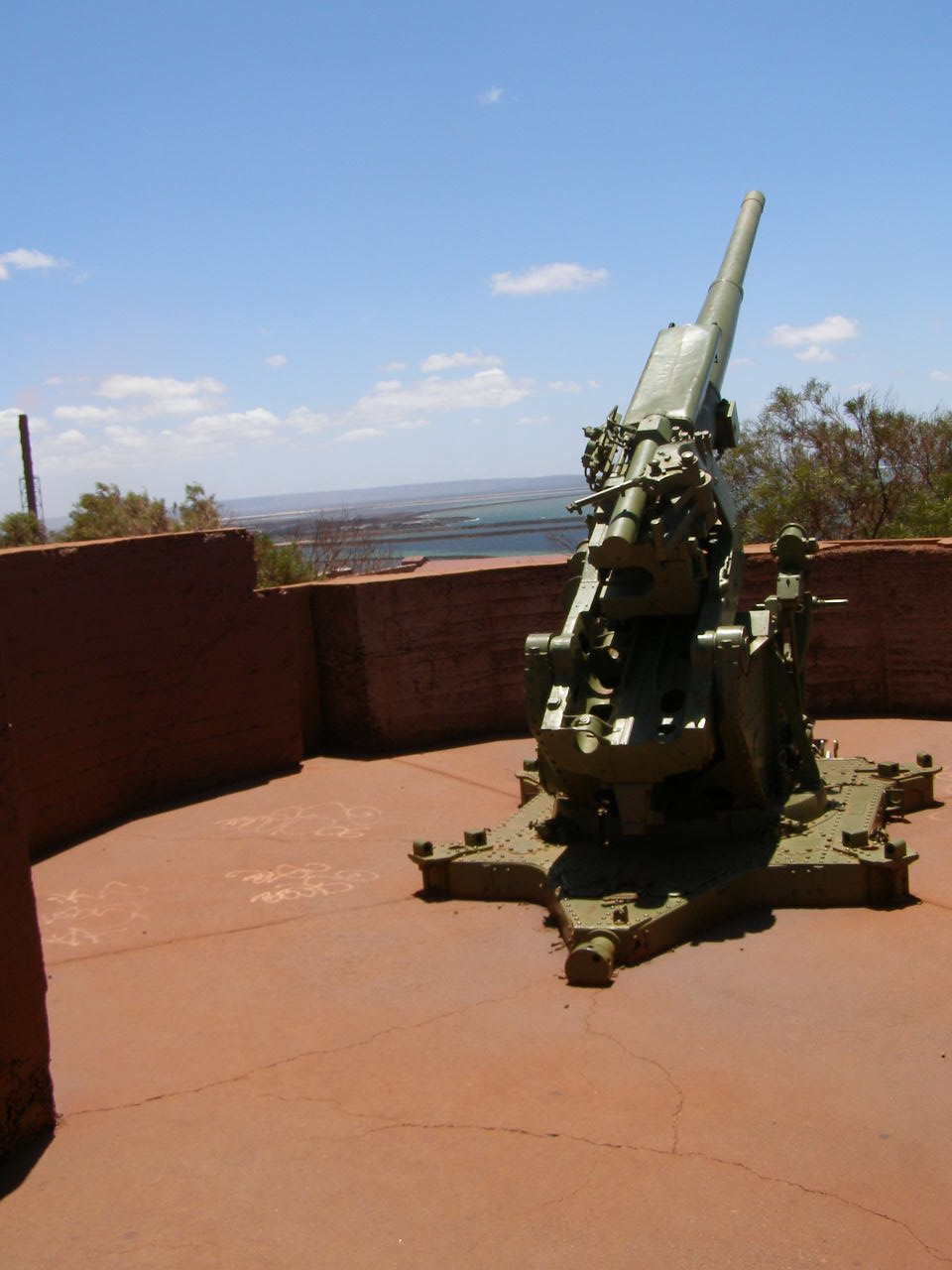
Armamento da Segunda Guerra Mundial em Hummock Hill.
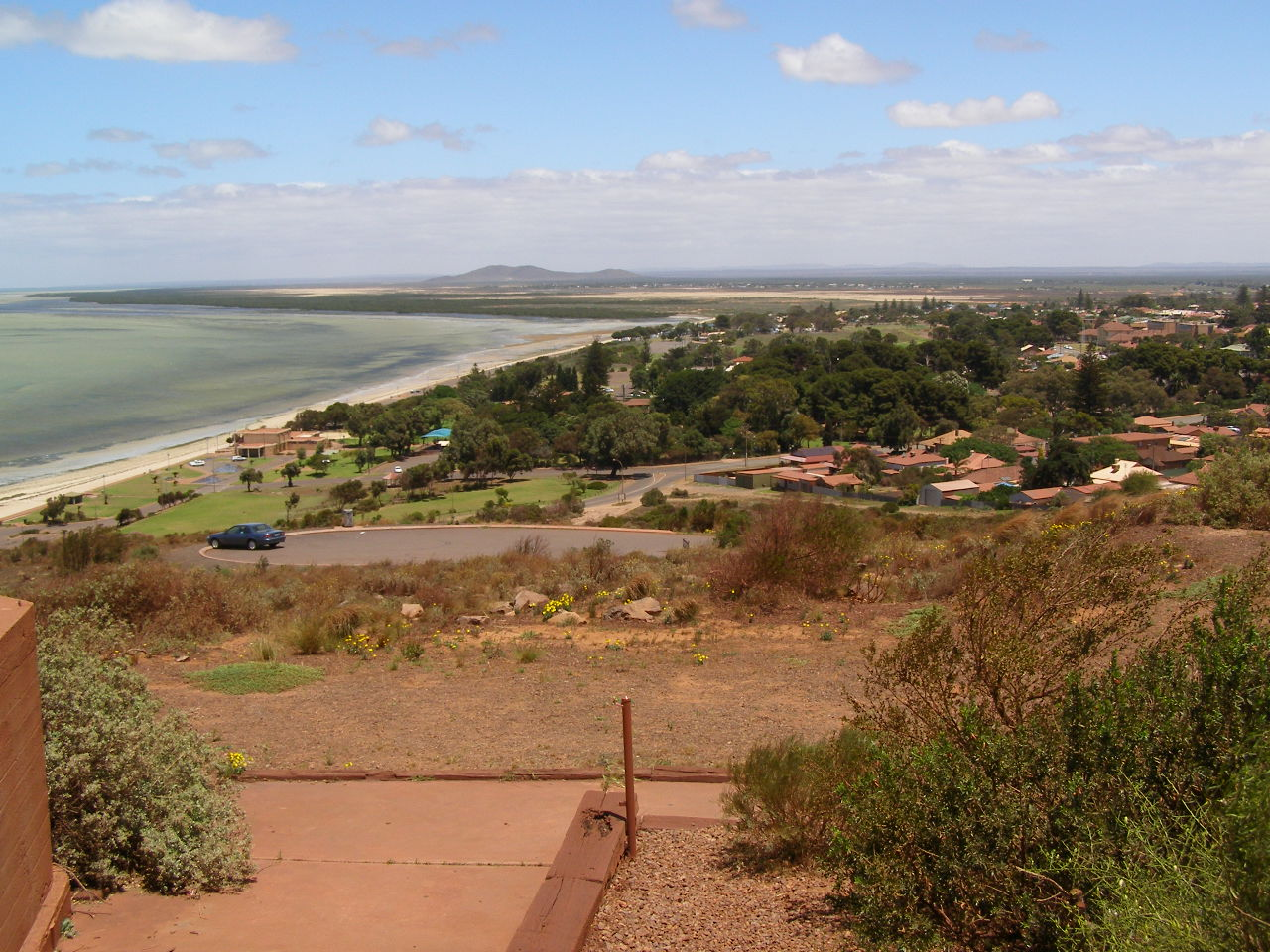
Visão da costa a partir de Hummock Hill.
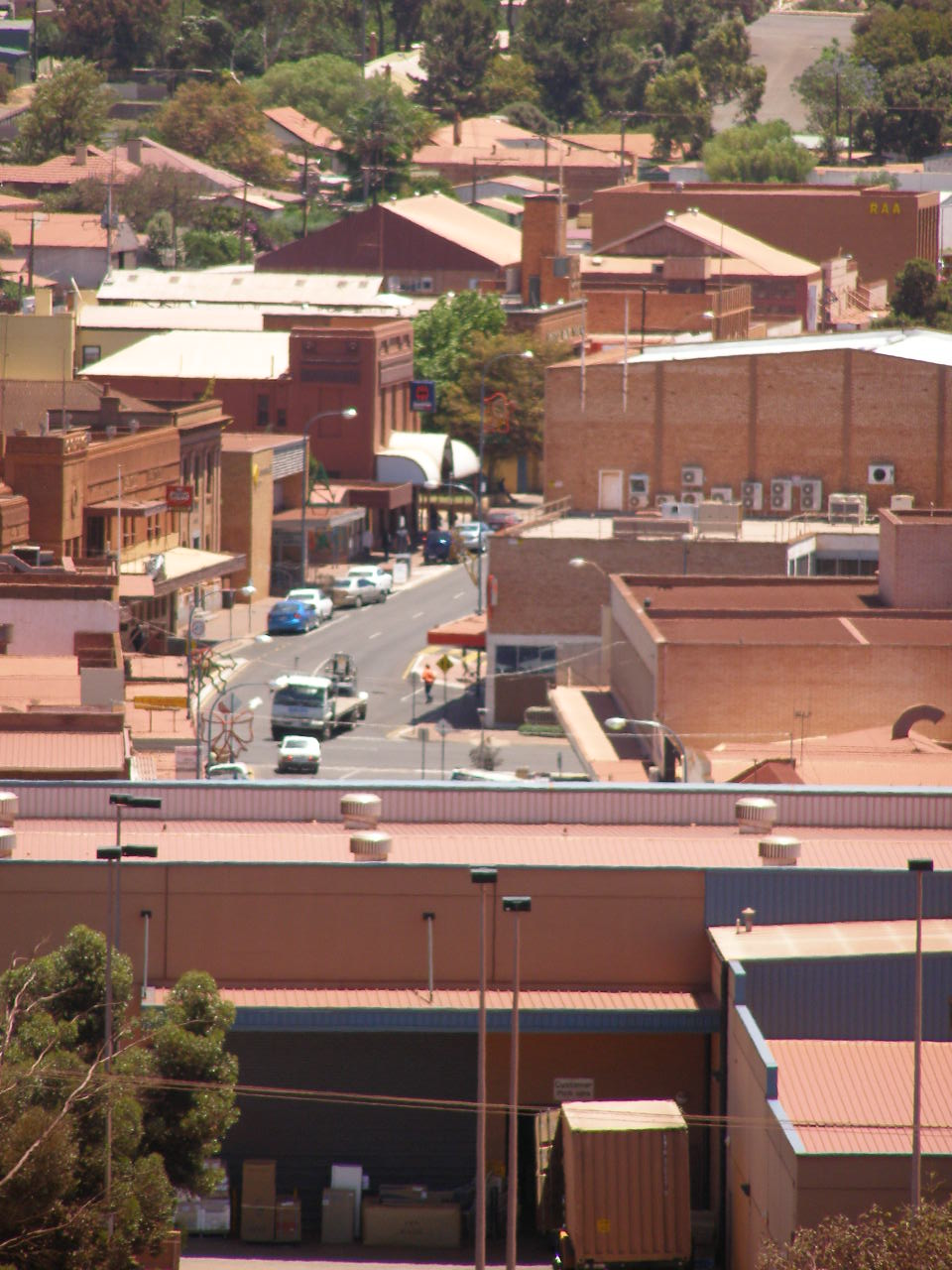
Visão da rua principal.